# Habovka
Habovka (szlovákul Habovka) község Szlovákiában, a Zsolnai kerület Turdossini járásában.

## Fekvése
Alsókubintól 30 km-re északkeletre, a Nyugati-Tátra lábánál, a Blatná és a Sztudená-patakok összefolyásánál található.

## Története
A falucska a 16. század végén, Thurzó György birtokán települt a vlach jog alapján. Oklevél 1593-ban „Chabówka” néven említi először. Az árvai váruradalomhoz tartozott a falu bírájának igazgatása alatt. A 17. században a kurucok és a lengyelek is felgyújtották. 1778-ban 350 lakosa volt.
A 18. század végén Vályi András így ír róla: „HABONKA. Habovka, vagy Haboncza. Tót falu Árva Várm. földes Ura a’ K. Kamara, lakosai katolikusok, fekszik Sztudena vize mellett, határja soványas.”
1828-ban 121 házában 793 lakos élt. Lakói szövéssel, zsindelykészítéssel, idénymunkákkal foglalkoztak.
Fényes Elek 1851-ben kiadott geográfiai szótárában így ír a faluról: „Habovka, tót falu, Árva vmegyében, a Kárpátok tövében: 783 kath., 10 zsidó lak. Kath. paroch. templom. 30 7/8 sessio. Földje felette sovány, de legelője igen zsiros. Durva posztót, szűrt készit. Hegyeiben vas érczet is találni. F. u. az árvai uradalom. Ut. p. Rosenberg.”
A trianoni diktátumig Árva vármegye Vári járásához tartozott.
1934-ben árvíz pusztította a falut. 1944-ben súlyos partizánharcok folytak a határában. 1959-ben ismét árvíz okozott nagy károkat a községben.

## Népessége
| Év:            | 1994. | 2004.    | 2014.   | 2024.   |
| -------------- | ----- | -------- | ------- | ------- |
| Emberek száma: | 1195  | 1360     | 1377    | 1361    |
| Eltérés:       |       | +13,80 % | +1,25 % | -1,16 % |

| Év:            | 2023. | 2024.   |
| -------------- | ----- | ------- |
| Emberek száma: | 1345  | 1361    |
| Eltérés:       |       | +1,18 % |

1910-ben 891, túlnyomórészt szlovák lakosa volt.
2011-ben 1352 lakosából 1342 szlovák.

## Nevezetességei
- Első fatemploma 1715-ben épült, ezt az 1813-as árvíz pusztította el. Mai római katolikus plébániatemploma a Fájdalmas Szűznek van szentelve, 1817 és 1820 között épült, 1952-ben újították meg.

## Külső hivatkozások
- Hivatalos oldal
- Községinfó
- Habovka Szlovákia térképén
- Tourist-channel.sk
- E-obce.sk